# 内山翔二郎
内山 翔二郎（うちやま しょうじろう、1984年9月13日 - ）は、日本の金属彫刻家。

## 経歴
- 1984　神奈川県に生まれる。
- 2008　日本大学藝術学部美術学科彫刻コース卒業

　　　　　 日本大学藝術学部長賞　受賞
- 2009　財団法人北野生涯教育振興会　彫刻奨学金受賞
- 2010　日本大学大学院芸術学研究科造形芸術専攻博士前期課程　彫刻分野修了
- 2013　第16回岡本太郎現代芸術賞　特別賞受賞

### 個展
- 2010　juːto'upiə　（Gallery K／東京）
- 2012　after the rain    (プラザ・ギャラリー／東京)
- 2013　summertime blues　（Gallery K／東京）

### グループ展
- 2006　越後妻有アートトリエンナーレ2006　有志として参加 ‘09、12　（新潟）
- 2007　金沢現代彫刻展　（石川／金沢市）
- 2008　現代の絵馬展　 ‘09　（東邦画廊／東京）
- 2009　エコール・ド・渋谷 NHKアートギャラリー2009 「日芸.」　（東京）

　　　　　 border　（Gallery K／東京）
　　　　　 未来の痕跡　 ‘10　（ランドマークホール／神奈川）
　　　　　  ART KAWASAKI 2009　（THINK敷地内／神奈川）
　　　　    （財）北野生涯教育振興会彫刻奨学金受賞者展　（埼玉）
　　　　     VOL.2 ART FREEDOM EXHIBITION 2009-2010『領域』　 (赤レンガ倉庫／神奈川)
- 2010　VOL.1 YOKHAMA ART DOMAIN 2010 [‘11]　 (緑のギャラリー／神奈川)

　　　　 　ART FOR TWO　チャリティー小品展　（Gallery K／東京）
- 2011　two steel scabs　 (Gallery 元町／神奈川)
- 2012　N+N展  [‘10，‘11]　（練馬区立美術館／東京）

　　　　   金切り声のあとで‐内山翔二郎と小西光裕　(chika ecoda／東京)
　　　　   Derby展　 (GALLERY KINGYO／東京)
　　　　  モノの変奏　（星と森の詩美術館／新潟）
　　　　  ジェロニモ　（TURNER GALLERY／東京）
　2013　 Gallery 元町　15th Anniversary展　(Gallery 元町／神奈川)
　　　　    　大草原展　(GALLERY KINGYO／東京)
　　　　      　第16回岡本太郎現代芸術賞展　（川崎市岡本太郎美術館／神奈川)
彫刻の五・七・五　HAIKU Sculpture 2013 かたちで詠む奥の細道　（沖縄県立博物館・美術館・宮城県立美術館／沖縄・宮城）
「ジェロニモ」 ［’12］　　（TURNER GALLERY／東京）
2014　      「大草原展」　［’13］　　（GALLERY KINGYO／東京）
美術学科助手展　　（A&Dギャラリー／東京）
新宿クリエイターズ・フェスタ2014　（エステック情報前広場／東京）
「柳瀬荘アート・教育プロジェクト彫刻コース教職員展 [’10,’11,’12]　（柳瀬荘／埼玉）
2015     「賀正展」　（GALLERY KINGYO／東京）
日本大学芸術学部助手展 2014　［’13］　　（日本大学芸術学部芸術資料館、A&Dギャラリー、chika ecoda／東京）
「N+N展」 [’10,’11, ’12’, 13]　　（練馬区立美術館／東京）
「FeFeFe Metallic reﬂection」　　（GALLERY KINGYO／東京）
「小さな星をさがして」　　（星と森の詩美術館／新潟）
公益財団法人北野生涯教育振興会創立４０周年記念　
彫刻奨学生の現在展1985-2015」（山梨県立美術館／山梨）　
〈コレクション〉 
日本大学生産工学部、日本大学生物資源科学部、
笛吹市藤垈の滝 大窪いやしの杜公園、練馬区立美術館美術の森緑地
など